# デビッド・タイル
デビッド・エグモント・タイル（David Egmont Theile、1938年1月17日 - ）は、オーストラリアクイーンズランド州メアリーバラ出身のオーストラリア人男子競泳選手である。1956年メルボルンオリンピック、1960年ローマオリンピックでオーストラリア史上初めて100m背泳ぎ2連覇を達成した選手。選手引退後は外科医になった。

## 経歴

### 1956年メルボルンオリンピック
地元オーストラリア・メルボルンで開催されたオリンピックで五輪初出場のタイルは、100m背泳ぎで予選3位・準決勝3位で決勝に進出。決勝では1:02.2の世界新記録を樹立し、オーストラリア初となる背泳ぎで金メダルを獲得した。

### 1960年ローマオリンピック
2度目となるローマオリンピックでは100m背泳ぎに出場、予選・準決勝・決勝全てで1位になり、2連覇を達成した。決勝では1:01.9の五輪新記録を樹立した。メドレーリレーにも出場し、銀メダル獲得に貢献した。
選手引退後、タイルは外科医になった。